# Lorazepam
Lorazepam (merknaam: Temesta) is een geneesmiddel van de klasse der benzodiazepinen. Deze middelen kenmerken zich door vijf effecten die ook door lorazepam in wisselende mate gedeeld worden: anxiolytisch, anterograde amnesie, sedatief/hypnotisch, anticonvulsief en spierrelaxerend.
Het middel heeft een korte tot middellange werkingsduur. Het middel wordt voornamelijk voorgeschreven vanwege de krachtige angstwerende eigenschappen. Binnen de klasse der benzodiazepinen heeft het een relatief hoog verslavingspotentieel. De tabletvorm is beschikbaar in 0,5 mg, 1 mg en 2,5 mg.
Lorazepam is opgenomen in de lijst van essentiële geneesmiddelen van de Wereldgezondheidsorganisatie (WHO).

## Toepassingen

### Angstwerend
Lorazepam heeft relatief krachtige angstwerende eigenschappen. De kortetermijnbehandeling van ernstige angst is dan ook de meest frequente indicatie tot gebruik van het middel. Bij paniekstoornis is het effect minder duidelijk.

### Sedatie/hypnose
Lorazepam heeft sterke sedatieve/hypnotische eigenschappen. De duur van deze effecten die men verkrijgt van een enkele dosis maken van het middel een aangewezen hulp voor de behandeling van slapeloosheid, zeker wanneer er een verband gelegd kan worden met de aanwezigheid van angsten. Ontwenningssymptomen zoals slapeloosheid en angst kunnen optreden na slechts 7 dagen gebruik van het middel.

### Geheugen
Lorazepam heeft eveneens effect op het geheugen en zorgt voor een verminderde opslag van nieuwe informatie na gebruik van het middel.

### Algemeen
Het anxiolytische en sedatieve effect maakt dat lorazepam als premedicatie toegediend kan worden. Het wordt gegeven voor het toedienen van algehele anesthesie. Hierdoor kan men een lagere dosis van het anestheticum toedienen. Lorazepam maar ook midazolam worden af en toe gebruikt voor onaangename ingrepen waarbij men bij bewustzijn blijft, zoals tandheelkunde, endoscopieën en gastroscopieën. Orale toediening dient 90 à 120 minuten voor de ingreep te gebeuren. Intraveneuze toediening kan tot 10 minuten voor de procedure geschieden.

### Anticonvulsie
De anticonvulsieve eigenschappen van lorazepam samen met het farmacokinetisch profiel maken het middel geschikt als anti-epilepticum. Hierbij treden echter sedatieve bijwerkingen op. Orale toediening van lorazepam, alsook andere benzodiazepines, hebben een plaats bij de langdurige profylaxe van therapieresistente vormen van epilepsie. Het zijn echter niet de middelen van eerste keuze omdat resistentie voor de effecten opbouwt.
De anticonvulsieve eigenschappen (het onderdrukken van het centraal zenuwstelsel) maken het middel geschikt voor de preventie en behandeling van de alcoholontwenning. De verminderde leverfunctie beïnvloedt de werking van het middel niet omdat het niet geoxideerd dient te worden voor zijn metabolisme.
Wanneer de noodzaak bestaat voor een snelle sedatie van gewelddadige of geagiteerde patiënten met inbegrip van acute delirium, bestaat er een indicatie voor het gebruik van lorazepam. Het gebruik kan echter paradoxale effecten veroorzaken die de situatie erger maken. Lorazepam wordt voor deze indicatie bij voorkeur samen met haloperidol toegediend.
Catatonie met het onvermogen te spreken kan soms opgevangen worden met een enkele dosis van 2 mg p.o. of via traag intraveneuze toediening van lorazepam. De symptomen kunnen verdwijnen en behandeling gedurende enkele dagen kan nodig zijn. Catatonie ten gevolge van een te snelle ontwenning van benzodiazepines reageert op behandeling met lorazepam.
Om de onbedoelde effecten van lorazepam te compenseren wordt vaak haloperidol gelijktijdig gegeven. Dit wordt meestal gebruikt bij ouderen om ze een beetje te laten kalmeren en tevens tegen het beven van hun lichaam.

## Chemie

### Structuur
De in de structuurformule weergegeven structuur is in evenwicht met het tautomeer, waarbij twee OH-groepen aan de stikstofhoudende ring voorkomen, evenals een dubbele binding tussen de koolstofatomen met de OH-groepen.

## Geschiedenis
Lorazepam werd in 1963 door de Amerikaanse firma Wyeth gepatenteerd. Na de overname in 2009 werd het product onderdeel van de productlijn van de farmaceut Pfizer.

## Overig
In een onderzoek onder 77 patiënten met gegeneraliseerde angststoornis bleek het dagelijks gebruik van twee capsules met in totaal 160 mg extract van  lavendelolie per dag gedurende zes weken even effectief in het terugbrengen van de symptomen als 0,5 mg lorazepam per dag. In de lavendelgroep traden geen significante bijwerkingen op.